# 124-й истребительный авиационный полк ПВО
124-й истребительный авиационный полк ПВО — воинская часть Вооружённых сил СССР в Великой Отечественной войне.

## История
Полк сформирован в апреле 1940 года на базе 1-й эскадрильи 70-го истребительного авиационного полка в Орше
В составе действующей армии во время ВОВ c 22 июня 1941 по 7 июля 1943 года.
На 22 июня 1941 года имел в наличии 29 И-16 (в том числе 2 неисправных), и 70 МиГ-3 (из них 8 неисправных), на которых, однако, могли летать только 16 лётчиков. Базировался в Высоке-Мазовецке (И-16) и в Белостоке (МиГ-3). По некоторым данным все самолёты базировались на небольшом полевом аэродроме в Высоке-Мазовецке.
Принимает участие в боях с первых часов войны, ранним утром 22 июня 1941 года поднят по тревоге и вступил в бои в районе Белосток, Ломжа, Замбров. На счету лётчиков полка очевидно первый таран в годы Великой Отечественной войны, который совершил над Замбровым около 5 часов утра 22 июня 1941 года младший лейтенант Кокорев Д. В., сбив таким образом Bf-110. Уже к 16:20 22 июня 1941 года в полку (а он был наиболее укомплектованный МиГ-3 в ВВС РККА) было потеряно 68 МиГ-3, 5 И-16, 7 УТИ-4, 9 УТ-1, 3 И-15, из них в воздушных боях было потеряно только два самолёта при двух сбитых самолётах противника. Остальные были уничтожены на аэродромах бомбардировками люфтваффе; 9 МиГ-3 оставлены в ангарах в Белостоке. Было убито 9 лётчиков, 5 техников, 2 младших авиаспециалиста, ранено 6 лётчиков, 6 техников, 1 младший авиаспециалист. Полк в составе 45 лётчиков, 50 техников, 37 младших авиаспециалиста перебазировался дальше в тыл. В поисках штаба дивизии и личного состава, наземным транспортом по маршруту Белосток, Кватеры, Волковыск, Зельва, Слоним, Барановичи, Слуцк, Пуховичи, Бобруйск, Могилев, Орша, Смоленск, Рославль, Сеща, Брянск, Орёл.
Как бы то ни было, к началу июля 1941 года полк остался без самолётов, перебазировался в Тулу, где 9 июля 1941 года вошёл в состав войск ПВО СССР, получил новые самолёты, и в составе ПВО ведёт боевые действия до конца войны.
Действует на МиГ-3 с аэродрома Тула, прикрывая южные подступы к Москве, в октябре 1941 года перебазировался на аэродром Волынцево
Во второй половине ноября 1941 года (по крайней мере, после 9 ноября 1941 года), перебазировался под Ленинград, базируясь на аэродроме Левашово, неподалёку от деревни Юкки действует в системе противовоздушной обороны города до преобразования в гвардейский и впоследствии. Кроме того, привлекается для обеспечения деятельности наземных войск, к штурмовке наземных укреплений, войск, складов, аэродромов противника, к сопровождению бомбардировщиков, в частности из 125-го бомбардировочного полка. На 12 декабря 1941 года базируется в Левашово, имея в наличии 13 МиГ-3 (4 неисправных) и 13 лётчиков
В январе 1943 года привлекался к участию в операции по прорыву блокады Ленинграда, в марте 1943 года — к участию в Красноборской наступательной операции
В июне 1943 года получил самолёты P-39 «Аэрокобра» и преобразован Приказом НКО СССР № 255 от 7 июля 1943 года в 102-й гвардейский истребительный авиационный полк ПВО.

## Полное наименование
- 124-й истребительный авиационный полк противовоздушной обороны

## Подчинение
| Дата            | Фронт (округ)            | Армия                   | Корпус                                    | Дивизия                           | Примечания |
| --------------- | ------------------------ | ----------------------- | ----------------------------------------- | --------------------------------- | ---------- |
| 22.06.1941 года | Западный фронт           | -                       | -                                         | 9-я смешанная авиационная дивизия | -          |
| 01.07.1941 года | Западный фронт           | -                       | -                                         | 9-я смешанная авиационная дивизия | -          |
| 10.07.1941 года | Московский военный округ | -                       | 6-й истребительный авиационный корпус ПВО | -                                 | -          |
| 01.08.1941 года | Московский военный округ | -                       | 6-й истребительный авиационный корпус ПВО | -                                 | -          |
| 01.09.1941 года | Московский военный округ | -                       | 6-й истребительный авиационный корпус ПВО | -                                 | -          |
| 01.10.1941 года | Московский военный округ | -                       | 6-й истребительный авиационный корпус ПВО | -                                 | -          |
| 01.11.1941 года | Московский военный округ | -                       | 6-й истребительный авиационный корпус ПВО | -                                 | -          |
| 01.12.1941 года | Ленинградский фронт      | -                       | 7-й истребительный авиационный корпус ПВО | -                                 | -          |
| 01.01.1942 года | Ленинградский фронт      | -                       | 7-й истребительный авиационный корпус ПВО | -                                 | -          |
| 01.02.1942 года | Ленинградский фронт      | -                       | 7-й истребительный авиационный корпус ПВО | -                                 | -          |
| 01.03.1942 года | Ленинградский фронт      | -                       | 7-й истребительный авиационный корпус ПВО | -                                 | -          |
| 01.04.1942 года | Ленинградский фронт      | -                       | 7-й истребительный авиационный корпус ПВО | -                                 | -          |
| 01.05.1942 года | -                        | Ленинградская армия ПВО | 7-й истребительный авиационный корпус ПВО | -                                 | -          |
| 01.06.1942 года | -                        | Ленинградская армия ПВО | 7-й истребительный авиационный корпус ПВО | -                                 | -          |
| 01.07.1942 года | -                        | Ленинградская армия ПВО | 7-й истребительный авиационный корпус ПВО | -                                 | -          |
| 01.08.1942 года | -                        | Ленинградская армия ПВО | 7-й истребительный авиационный корпус ПВО | -                                 | -          |
| 01.09.1942 года | -                        | Ленинградская армия ПВО | 7-й истребительный авиационный корпус ПВО | -                                 | -          |
| 01.10.1942 года | -                        | Ленинградская армия ПВО | 7-й истребительный авиационный корпус ПВО | -                                 | -          |
| 01.11.1942 года | -                        | Ленинградская армия ПВО | 7-й истребительный авиационный корпус ПВО | -                                 | -          |
| 01.12.1942 года | -                        | Ленинградская армия ПВО | 7-й истребительный авиационный корпус ПВО | -                                 | -          |
| 01.01.1943 года | -                        | Ленинградская армия ПВО | 7-й истребительный авиационный корпус ПВО | -                                 | -          |
| 01.02.1943 года | -                        | Ленинградская армия ПВО | 7-й истребительный авиационный корпус ПВО | -                                 | -          |
| 01.03.1943 года | -                        | Ленинградская армия ПВО | 7-й истребительный авиационный корпус ПВО | -                                 | -          |
| 01.04.1943 года | -                        | Ленинградская армия ПВО | 7-й истребительный авиационный корпус ПВО | -                                 | -          |
| 01.05.1943 года | -                        | Ленинградская армия ПВО | 7-й истребительный авиационный корпус ПВО | -                                 | -          |
| 01.06.1943 года | -                        | Ленинградская армия ПВО | 7-й истребительный авиационный корпус ПВО | -                                 | -          |
| 01.07.1943 года | -                        | Ленинградская армия ПВО | 7-й истребительный авиационный корпус ПВО | -                                 | -          |

## Командиры
- Полунин, Иван Петрович, майор, 1940 — 09.1941
- Трунов, Михаил Григорьевич, майор, 21.09.1941 — 06.1943
- Пронин, Александр Георгиевич, майор, с июня 1943

## Отличившиеся воины полка
| Награда | Ф. И. О.                    | Должность      | Звание            | Дата награждения | Данные о вылетах | Примечания                                        |
| ------- | --------------------------- | -------------- | ----------------- | ---------------- | ---------------- | ------------------------------------------------- |
|         | Грунин, Николай Леонтьевич  | командир звена | лейтенант         | -                | -                | 09.11.1941 года совершил таран. Погиб 16.09.1942. |
|         | Довгий, Владимир Иванович   | лётчик         | младший лейтенант | -                | -                | 09.11.1941 года совершил таран. Погиб 29.10.1941. |
|         | Кокорев, Дмитрий Васильевич | командир звена | младший лейтенант | -                | -                | 22.06.1941 года совершил таран. Погиб 12.10.1942. |
| -       | Рокиров Д. В.               | командир звена | младший лейтенант | -                | -                | 22.06.1941 года совершил таран.                   |

## Первая известная воздушная победа полка
Первая известная воздушная победа полка в Отечественной войне одержана в 4.15 часа 22 июня 1941 года: младший лейтенант Кокорев Д. В., пилотируя МиГ-3, в воздушном бою в районе г. Мазовецк (по другим данным в районе города Замбров, Белостокской области, Белорусской ССР) таранным ударом сбил немецкий тяжёлый истребитель Ме-110 (по другим источникам Do-215) .